# Analisi di Hansch
Nella chimica farmaceutica l'analisi di Hansch, a volte indicato con il termine approccio extra termodinamico, è un metodo classico di analisi utilizzato per lo studio dell'affinità dei ligandi per i loro siti di legame, le costanti di dissociazione, le costanti di velocità e altri parametri biologici in relazione alle proprietà atomiche, di gruppo o molecolari (es. lipofilia, polarizzabilità, proprietà elettroniche e steriche).

## Storia
Il modello venne introdotto nel 1964 in base a studi effettuati da Hansch e Muir nel 1962 che portarono alla correlazione delle attività biologiche dei regolatori della crescita delle piante con le costanti di Hammett e l'idrofobicità.

## Teoria
Si tratta di un'analisi basata sulle relazioni empiriche delle proprietà chimico-fisiche con parametri termodinamici (es. energia libera, entalpia, entropia) che permette di formulare ipotesi sulle relazioni struttura-attività in termini quantitativi e di verificare queste ipotesi mediante metodi statistici.
L'analisi di Hansch assume che le variazioni del valore dell'attività biologica esibite da una serie di composti bioattivi possa essere correlata a variazioni in diversi fattori chimico-fisici associati alla loro struttura. Pertanto l'equazione fondamentale della relazione quantitativa tra struttura e attività nell'analisi di Hansch è definita dall'equazione:
attività biologica = f(Φ1, Φ2, ..., ΦJ)
dove con Φ si indicano le proprietà chimico-fisiche di composti congeneri che presentano uno scheletro comune, ma sostituenti diversi. In base alla situazione, questi fattori possono essere usati insieme a parametri più significativi come fattori relativi ai legami idrogeno, i legami di Van der Waals e le forze di trasferimento della carica.
L'attività biologica viene generalmente definita come log(1/C) dove C è la concentrazione molare del composto che produce un determinato effetto. L'analisi cerca la correlazione tra l'attività biologica e le proprietà chimico fisiche utilizzando analisi della regressione lineare e non lineare.

## Modelli

### Lineari
L'analisi di Hansch più semplice è basata sul modello lienare di Hasch definito mediante l'equazione:
{\displaystyle {\widehat {y}}_{1}=b_{0}+\textstyle \sum _{j=1}^{J}\displaystyle b_{j}\Phi _{ij}}
dove {\displaystyle \Phi _{ij}} rappresenta la j-esima proprietà chimico-fisica dell'i-esimo composto, {\displaystyle b_{j}} sono i coefficienti di regressione e J è il numero totale di proprietà chimico-fisiche considerate. L'intercetta {\displaystyle b_{0}} corrisponde all'attività biologica teorica di un composto in cui tutte le proprietà sono pari a 0. Tale condizione si realizza approssimativamente nei composti di riferimento idrogeno sostituiti in cui diverse proprietà sono normalizzate allo 0.
Sulla base dell'importanza dei coefficienti di regressione, alcuni fattori che non sono rilevanti lo possono diventare. Un esempio di una tipica equazione lineare di Hansch per derivati monosostituiti è:
{\displaystyle log(1/C)=b_{0}+b_{1}\cdot \pi +b_{2}\cdot \sigma +b_{3}\cdot \mathrm {E} _{s}}
dove π rappresenta le costanti idrofobiche di Hansch-Fujita per il sostituente, σ sono le costanti elettroniche del sostituente e {\displaystyle \mathrm {E} _{s}} è la costante sterica di Taft. La j-esima proprietà molecolare dell'i-esimo composto ({\displaystyle \Phi _{ij}}) può inoltre essere definita come la somma dei valori costanti ({\displaystyle \phi }) del j-esimo sostituente di tutti i sostituenti del composto:
{\displaystyle \Phi _{ij}=\textstyle \sum _{s=1}^{S}\displaystyle \textstyle \cdot \sum _{k=1}^{N_{s}}\displaystyle \ \phi _{ks,j}\cdot \mathrm {I} _{i,ks}}
dove {\displaystyle \mathrm {I} _{i,ks}} rappresenta le variabili indicatore, come ad esempio nell'analisi di Free-Wilson, {\displaystyle S} indica il numero dei siti di sostituzione ed {\displaystyle {\ce {N_s}}} rappresenta il numero dei gruppi sostituenti nell's-esimo sito. Sia {\displaystyle \Phi } che {\displaystyle \phi } prendono il nome di descrittori di Hansch.

### Non lineari
In generale il modello non lineare di Hansch è definito dall'equazione:
{\displaystyle {\widehat {y}}_{i}=b_{0}+\textstyle \sum _{j=1}^{J}\displaystyle b_{j}\cdot \Phi _{ij}+\sum _{j=1}^{J}\displaystyle \sum _{j'=j}^{J}\displaystyle b_{jj'}^{''}\cdot \Phi _{ij}\cdot \Phi _{ij'}}
che tiene in considerazione gli effetti combinati delle proprietà anche se non vengono generalmente prese in considerazione. Al fine di prendere in considerazione anche proprietà non lineari si può utilizzare il modello parabolico di Hansch:
{\displaystyle {\widehat {y}}_{i}=b_{0}+\textstyle \sum _{j=1}^{J}\displaystyle b_{j}\cdot \Phi _{ij}+\sum _{j=1}^{J}\displaystyle b_{j}^{''}\cdot \Phi _{ij}^{2}}
tra i termini quadratici quello più utilizzato è il {\displaystyle (logP)^{2}} per mimare il comportamento non lineare degli scambi nei sistemi bifasici. Il modello parabolico più comune è generalmente definito dalla seguente equazione:
{\displaystyle log(1/C)=b_{0}-b_{1}\cdot (logP)^{2}+b_{2}\cdot logP+b_{3}\cdot \sigma }
Esistono poi i modelli bilineari di Hansch che sono definiti dall'equazione:
{\displaystyle log(1/C)=b_{0}+b_{1}\cdot logP-b_{2}\cdot log(\beta \cdot \mathrm {P} +1)}
Casi speciali di modelli bilineari di Hansch sono rappresentati da:
- il modello di McFarland, dove {\displaystyle b_{2}=2b_{1}} e {\displaystyle \beta =1}
- il modello Higuchi-Davis, dove {\displaystyle b_{2}=1} e {\displaystyle \beta =V_{lip}/V_{aq}}